# Backlash (2002)
Backlash (2002) — четвёртое по счёту шоу Backlash, PPV-шоу производства американского рестлинг-промоушна World Wrestling Federation (WWF, ныне WWE). Шоу прошло 21 апреля 2002 года на «Кемпер-арена» в Канзас-Сити, Миссури, США. На шоу было запланировано девять матчей по рестлингу. Концепция шоу была основана на последствиях от шоу WrestleMania X8.
Это было первое мероприятие, проведенное на «Кемпер-арене» после Over the Edge в мае 1999 года, на котором Оуэн Харт погиб после падения с высоты 23 метров на ринг. Это был самое первое PPV-шоу, проведенное компанией после введения разделения брендов. Также на этом шоу Брок Леснар провел свой первый матч на PPV-шоу.
В главном матче на бренда SmackDown! «Голливуд» Халк Хоган победил Трипл Эйча и завоевал титул неоспоримого чемпиона WWF, а главным матчем на бренде Raw стал поединок между Гробовщиком и Стивом Остином с Риком Флэром в качестве специально приглашенного судьи, победу в котором одержал Гробовщик.

## Результаты
| № | Результаты                                                    | Условия | Время |
| --- | ------------------------------------------------------------- | --- | ----- |
| 1H | Биг Шоу победил Стивена Ричардса и Джастина Кредибла          | Гандикап-матч | 2:11  |
| 2 | Таджири (с Торри Уилсон) победил Билли Кидмана (c)            | Одиночный матч за титул чемпиона WWF в первом тяжёлом весе                                                                   | 9:08  |
| 3 | Скотт Холл (с Икс-паком) победил Брэдшоу (с Фааруком)         | Одиночный матч | 5:43  |
| 4 | Джазз (с) победила Триш Стратус                               | Одиночный матч за титул чемпиона WWF среди женщин                                                                            | 4:29  |
| 5 | Брок Леснар (с Полом Хейманом) победил Джеффа Харди (с Литой) | Одиночный матч | 5:32  |
| 6 | Курт Энгл победил Эджа                                        | Одиночный матч | 15:25 |
| 7 | Эдди Герреро победил Роба Ван Дама (c)                        | Одиночный матч за титул интерконтинентального чемпиона WWF                                                                   | 11:43 |
| 8 | Гробовщик победил Стива Остина                                | Одиночный матч для определения претендента № 1 на титул неоспоримого чемпиона WWF, Рик Флэр — специально приглашённый рефери | 24:50 |
| 9 | Билли и Чак (с) (с Рико) победили Мэйвена и Эла Сноу          | Командный матч за титул командных чемпионов WWF                                                                              | 5:58  |
| 10 | «Голливуд» Халк Хоган победил Трипл Эйча (с)                  | Одиночный матч за титул неоспоримого чемпиона WWF                                                                            | 22:04 |
| - (ч) – чемпион на начало матча - H – указывает, что матч транслировался перед шоу на Sunday Night Heat |                                                               | |       |